# Щ-421
«Щ-421» (до 17 июня 1939 года «Щ-313») — советская дизель-электрическая торпедная подводная лодка серии X, проект Щ — «Щука», времён Второй мировой войны.

## История корабля
Заложена 20 ноября 1934 года на Коломенском паровозостроительном заводе, а 7 мая 1936 года передана для достройки Горьковскому судостроительному заводу № 112 Красное Сормово, заводской номер 83, спущена на воду 12 мая 1935 года и 5 декабря 1937 года вошла в состав Балтийского флота под наименованием «Щ-313». Позднее по Беломорско-Балтийскому каналу перешла в Северный флот, и 21 июня 1939 года вошла в его состав, после чего переименована в «Щ-421».
Совершила 6 боевых походов, в годы войны ей было засчитано уничтожение 7 судов общим водоизмещением 22 175 брт, однако подтвердилось уничтожение только одного транспорта противника («Konsul Schulte», 2975 брт). Входила в состав 3-го дивизиона бригады подводных лодок.

## Командиры лодки
- … — февраль 1940 — … — П. И. Егоров
- апрель 1940 — 28 февраля 1942 — Н. А. Лунин
- 28 февраля 1942 — 9 апреля 1942 — Ф. А. Видяев

## Шестой поход
Указом Президиума Верховного Совета СССР «О награждении Орденом Красного Знамени эскадренного миноносца „Беспощадный“, подводных лодок „М-172“, „Щ-402“ и „Щ-421“» от 3 апреля 1942 года за «образцовое выполнение боевых заданий командования и проявленные при этом доблесть и мужество» награждена Красного Знамени. В момент награждения орденом подводная лодка «Щ-421» находилась в боевом походе в районе Нордкапа под командованием капитан-лейтенанта Ф. А. Видяева.
8 апреля 1942 года в 20.58 на глубине 15 м подорвалась на противолодочной антенной мине, выставленной немецким минным заградителем «Ульм» в 8 милях (приблизительно в 15 км) к северу от мыса Нордкап, занятого противником. Взрывом мины оторвало оба гребных винта, сорвало верхнюю крышку кормового люка, сдвинуло с места радиопередатчик, разбило всю корму. Лодка потеряла ход и возможность погружаться, в седьмой отсек стала поступать вода.
Под руководством старшины 1 статьи К. Н. Дряпикова краснофлотцы И. А. Жаворонков, П. И. Февралев, В. С. Кочура, А. П. Новиков и П. Н. Сизмин, задраив переборочную дверь между шестым и седьмым отсеком, изолировали свой отсек и повели борьбу за живучесть корабля. Команде удалось заделать пробоины и остановить поступление воды, что, по сути, спасло весь экипаж. Минеры привязали подрывные патроны к зарядным отделениям запасных торпед, чтобы в случае опасности пленения взорвать корабль. Чтобы подлодку не снесло к берегу, занятому противником, по предложению помощника командира капитан-лейтенанта А. М. Каутского из двух брезентовых чехлов от дизелей был сшит парус и поднят на перископе. При появлении самолётов парус опускался. Командир капитан-лейтенант Ф. А. Видяев доложил о ситуации на базу и запросил помощи. На спасение были направлены подводные лодки К-2 и К-22. 9 апреля в 11 часов утра К-22 (командир капитан 2 ранга В. Н. Котельников) не без труда в условиях ограниченной видимости обнаружила аварийную лодку. Было решено отбуксировать «Щ-421» на базу. Из-за сильного волнения моря ни буксировочные тросы, ни даже якорная цепь не выдерживали нагрузки и рвались при попытках начать буксировку. После появления торпедных катеров противника экипаж Щ-421 в количестве 43 человек, включая командира дивизиона И. А. Колышкина, был эвакуирован, а сама лодка потоплена торпедой К-22.
Капитан-лейтенант Ф. А. Видяев после возвращения на базу был назначен командиром подводной лодки Щ-422.
Щ-421 стала единственной подводной лодкой, которая не успела поднять присвоенный ей Краснознамённый флаг.
При возвращении в базу 10 апреля 1942 К-22 шла под двумя флагами и дала сначала свой позывной, затем позывной Щ-421. При этом она следовала положению Корабельного устава, которое гласит, что корабль состоит из матчасти, личного состава и флага. А значит, если матчасть потеряна, но личный состав и флаг целы, корабль есть.

## Боевые походы
- 22.06.1941 — 08.07.1941
- 20.07.1941 — 25.07.1941
- 26.10.1941 — 07.11.1941
- 06.12.1941 — 28.12.1941
- 22.01.1942 — 08.02.1942
- 20.03.1942 — 09.04.1942